# 桓彝
桓 彝（かん い、276年 - 328年）は、西晋末期から東晋初期の官僚・政治家。字は茂倫。譙国竜亢県（現在の安徽省蚌埠市懐遠県）の人。東晋の朝廷の運営や地方の統治で活躍するが、最期は蘇峻の乱で討死した。

## 生涯
西晋に仕え、兗州の主簿に任じられていた。
永康2年（301年）3月、斉王司馬冏の挙兵に赴き、騎都尉に任じられた。
安東将軍司馬睿から逡遒県令に任じられた。
永嘉5年（311年）12月、江南に渡り、丞相司馬睿に仕えた。
丞相中兵属・中書郎・尚書吏部郎を歴任、朝廷内で名声を高めた。
河北から温嶠がやってくると、王導・周顗・謝鯤・庾亮らとともに親交を結んだ。
大将軍王敦が権力を握ると、桓彝は病と称して職を辞した。
皇帝司馬紹から散騎常侍に任じられ、王敦討伐の密謀に参画した。王敦の乱平定後、万年県男に封じられた。
丹陽尹温嶠の推薦を受け、司馬紹自ら詔勅を発して宣城内史に任じられた。桓彝は宣城を治める任に堪えられないと上疏した。しばらくして、宣城内史就任を承諾した。郡内に善政を敷き、百姓らに親しまれた。
咸和2年（327年）12月、冠軍将軍蘇峻が朝廷に対し、反乱を起こした。桓彝は兵を率いて建康に赴こうとした。長史裨恵は、宣城郡の兵は寡弱で、民は動揺しやすいため、備えを解いて反乱が終わるのを待つことを勧めた。
桓彝は血相を変えて「『君主に無礼をする者には、たとえ相手が強い鷹鸇で、自分が弱い鳥雀であったとしても、これを追い払うもの』と言う。今、社稷に危機が迫っているのに、義を無くして、くつろぎ楽しんでおれようか」と怒った。
将軍朱綽を遣わし、蕪湖で蘇峻軍を破った。桓彝は蕪湖に進んで屯した。蘇峻軍の将韓晃は桓彝を破り、宣城に進攻した。桓彝は広徳に退いた。韓晃は周囲の諸県を掠奪して帰還した。
咸和3年（328年）5月、桓彝は建康が陥落したと聞き、涙を流して歎き悲しみ、涇県に進んで屯した。この頃、州郡の多くが蘇峻に降伏していた。裨恵は蘇峻に使いを送り、友好を結んで災いを避けるように説いた。桓彝は「私は国から厚恩を受けており、義のために死ぬつもりだ。恥を忍んで、逆臣と通じるものか!たとえ揃わずとも、私の考えに変わりはない」と断った。桓彝は将軍兪縦に蘭石を守らせた。蘇峻は韓晃に攻撃させた。兪縦は敗れ、力戦の末に討ち取られた。
韓晃は宣城を攻めた。援軍はなく、韓晃軍は「桓彝が降伏すれば、礼をもって優遇する」と降伏を呼びかけた。将兵の多くは、偽りの降伏をして後々の機会を待つように勧めた。桓彝は従わず、抗戦の意志を変えなかった。
6月、宣城は陥落、桓彝は韓晃に討ち取られた。享年53。
蘇峻の乱平定後、廷尉を追贈され、簡と諡された。咸安年間に太常に改贈された。

## 人物・逸話
- 幼い頃から孤独で貧乏な暮らしを送っていた。瓢箪の器で生活していたが、落ち着いて安らかに過ごしていた[1]。

- 性格は朗らかで早くから盛名を得ていた。道徳的秩序や物事の本質を見極めることに長け、幼少の頃から才は抜きん出ていたす[1]。

- 幼少から庾亮とは親交があり、雅で上品であったため周顗に重用された。周顗は「茂倫の嶔崎歴落（人品高潔な様子）ぶりは、思わず笑う人がいるであろう」と嘆いたす[1]。

- 江南に渡った際、桓彝は司馬睿の朝廷が微弱であるのを見て、軍諮祭酒周顗に「私は中原の混乱を避け、安全を求めて来たというのに、こんなに弱々しくては、どうして事を成すことができようか!」と憂いと懼れのため楽しめずにいた。軍諮祭酒王導のもとを訪れ、ともに世事のことについて語り合った。その後、周顗に「管夷吾（管仲）を見た。もう憂うことなどないぞ」と喜んだ[2]。

- 皇太子司馬紹は当時の名臣と呼ばれた桓彝・王導・庾亮・温嶠・阮放等と親しくしていた。かつての聖人の真偽について、司馬紹の意見に桓彝らは答えることができなかった[3]。

- 占術者の郭璞と親交を結んでいた。桓彝はいつも郭璞の妻がいる間にやってきた。郭璞は妻に「卿が他所から来られたら、小道の前で迎えるように。ただし、廁に入っているときは様子を探らなければだめだ。必ず客や私に災いが有るだろう」と告げた。桓彝が酔って郭璞の家にやってきて、廁で郭璞と会ってしまった。郭璞は裸になって髪を振り乱し、刀を咥えて祭壇を設けた。郭璞は桓彝を見て、心をなだめつつ大いに驚き「あなたと私は友ではあるが、今、来てはいけなかった。もう少し遅ければ、このようにはならなかった！災いは私だけでなく、あなたも免れないだろう。これは天が成したことで、誰に罪があろうか」と言った。郭璞は王敦の乱で、桓彝は蘇峻の乱でいずれも殺害された[4]。

- 桓彝が敗れたのは、涇県県令江播が韓晃に内通したためであり、子の桓温は仇討ちのため、江播を狙った。しかし、江播は亡くなっており、桓温は江播の3人の子を殺害して仇討ちを果たした[5]。

## 家系

### 父
- 桓顥

### 妻
- 孔憲

### 子
- 桓温 - 長男、字は元子
- 桓雲 - 次男、字は雲子
- 桓豁 - 三男、字は朗子
- 桓秘 - 四男、字は穆子
- 桓沖 - 五男、字は幼子